# Касос
Ка́сос (греч. Κάσος) — остров на юго-востоке Эгейского моря, принадлежит Греции.
Община Героический остров Касос включает в себя также ряд ненаселённых островов, крупнейшие из которых — Арматия и Макрониси. На Касосе расположено пять поселений: Айия-Марина (444 человек по переписи 2011 года), Фри (357), Арванитохорион (169), Полион (80) и Панайия (34). Административным центром муниципалитета является посёлок Фри, там же находится главная гавань острова, вблизи поселения имеется аэропорт.

## География
Входит в группу островов Додеканес (Южные Спорады). Остров расположен между Карпатосом и Критом. Остров примерно занимает площадь 66 км². Посёлок Фри — единственный порт Касоса. Самая высокая точка острова — 550 метров над уровнем моря.
Остров Касос, острова Касонисия и участок моря между ними входят с октября 2001 года в сеть охранных участков на территории ЕС «Натура 2000», как место обитания таких видов птиц, как чеглок Элеоноры и чайка Одуэна. Площадь охранного участка 159 км² (15 918,06 га), в том числе 63 % морской зоны.